# Alessandro di Profio
Alessandro di Profio (né en 1966) est un musicologue italien.

## Biographie
Alessandro di Profio a été pensionnaire de l'Académie de France à Rome (villa Médicis) en 1999-2000 et visiting fellow à la Beinecke Library de la Yale University en 2003. Il est lauréat de la 10e édition (2001) du prix Giuseppe-Verdi de l’Istituto nazionale di studi verdiani de Parme. Son premier livre, La révolution des Bouffons : l’opéra italien au Théâtre de Monsieur 1789-1792 (Paris, CNRS, 2003), a obtenu le prix du « meilleur document musicologique » du prix des Muses en 2004.
Ses recherches portent sur l’opéra italien du XVIIe au XIXe siècle et plus généralement sur les échanges culturels européens. Il est le coorganisateur de plusieurs événements culturels et scientifiques de renommée internationale : Piccinni, musicista europeo (Bari, 2001), L’opéra italien en Europe à l’époque de Haendel (Tours, 2005), (H)Ernani, quatre siècles d’opéras italiens inspirés par le théâtre français (Tours, 2007).
Installé en France depuis 1993, il est maître de conférences à l’université François-Rabelais à Tours et chercheur rattaché à l’Institut de recherche sur le patrimoine musical en France à Paris (CNRS, BNF, UMR 200). Depuis septembre 2013, il enseigne à l'Université Sorbonne Nouvelle.
Il a reçu en 2007 des mains du Ministre de la Culture la médaille de chevalier de l’ordre des Arts et des Lettres.